# Thurn-Taxisův pohár 1967
Thurn-Taxisův pohár se konal od 18. července – 8. srpna 1967 v Německu a Itálii. Zúčastnilo se šest mužstev, která se utkala jednokolovým systémem každý s každým.

## Výsledky a tabulka
|    |                         | TCH  | FUS | BT   | ROM  | COR | OBE  | V | R | P | Skóre | B  |
| 1. | Československo          | ***  | 8:2 | 11:1 | 11:0 | 5:2 | 15:0 | 5 | 0 | 0 | 50:5  | 10 |
| 2. | EV Füssen               | 2:8  | *** | 4:3  | 5:3  | 6:1 | 6:1  | 4 | 0 | 1 | 23:16 | 8  |
| 3. | EC Bad Tölz             | 1:11 | 3:4 | ***  | 4:4  | 5:3 | 4:1  | 2 | 1 | 2 | 17:23 | 5  |
| 4. | Rumunsko                | 0:11 | 3:5 | 4:4  | ***  | 2:2 | 12:3 | 1 | 2 | 2 | 21:25 | 4  |
| 5. | SG Cortina Rex          | 2:5  | 1:6 | 3:5  | 2:2  | *** | 7:4  | 1 | 1 | 3 | 15:22 | 3  |
| 6. | SG Oberstdorf/Sonthafen | 0:15 | 1:6 | 1:4  | 3:12 | 4:7 | ***  | 0 | 0 | 5 | 9:44  | 0  |

 Československo -  EV Füssen 8:2 (3:1, 3:1, 2:0)
25. července 1967 – Füssen

Branky Československa: Jaroslav Jiřík, František Tikal, Jozef Golonka, Jan Hrbatý, Jiří Kochta, Josef Augusta, Oldřich Machač, Jan Havel.

Branky EV Füssen: 3:1 Helmut Zanghellini, 4:2 Helmut Zanghellini.

Vyloučení: 0:2
 Československo –  SG Oberstdorf/Sonthafen 15:0 (2:0, 11:0, 2:0)
26. července 1967 – Oberstdorf

Branky Československa: 3x Jan Havel, 3x Jan Hrbatý, 2x Jozef Golonka, 2x Jaroslav Jiřík, 2x Stanislav Prýl, Jiří Holík, Jiří Kochta, Jan Suchý.
 Československo –  EC Bad Tölz 11:1 (6:0, 0:1, 5:0)
29. července 1967 – Bad Tölz

Branky Československa: 4x Jan Hrbatý, 2x Jan Havel, 2x Klapáč, Jozef Golonka, Stanislav Prýl, František Tikal.

Branky Bad Tölz: 30. Hans Zach.
 Československo –  SG Cortina Rex 5:2 (0:1, 2:1, 3:0)
31. července 1967 – Cortina d'Ampezzo

Branky Československa: Jozef Čapla, Jan Havel, Josef Horešovský, Jozef Čapla, Stanislav Prýl. 
 Československo –  Rumunsko 11:0 (2:0, 3:0, 6:0)
5. srpna 1967 – Garmisch-Partenkirchen

Branky Československa: 3x Jozef Golonka, 2x Jaroslav Jiřík, Jan Suchý, František Tikal, Jaroslav Holík, Jiří Holík, Stanislav Prýl, Jan Hrbatý.
ČSSR: Vladimír Dzurilla (Josef Mikoláš) – Josef Horešovský, František Tikal, Jozef Čapla, Jan Suchý, Oldřich Machač, František Pospíšil – Jan Havel, Jozef Golonka, Jaroslav Jiřík – Jan Klapáč, Jaroslav Holík, Jiří Holík – Jan Hrbatý, Richard Farda, Stanislav Prýl.